# Т талас
Т талас у електрокардиографији представља реполаризацију срчане комора. Интервал од почетка QRS комплекса до врха Т таласа назива се апсолутни рефракторни период. Последња половина Т таласа назива се релативни рефракторни период или рањиви период. Т талас садржи више информација од QT интервала. Т талас се може описати својом симетријом, асиметријом, нагибом узлазних и силазних грана, амплитудом и подинтервалима попут Tpeak–Tend интервала. 
У већини одвода, Т талас је позитиван. То је због реполаризације мембране. Током контракције коморе (QRS комплекс), срце се деполаризује. Реполаризација коморе се дешава у супротном смеру од деполаризације и представља негативну струју, што означава опуштање срчаног мишића комора. Али овај негативни ток узрокује позитиван Т талас (иако ћелија постаје негативније наелектрисана), нето ефекат је у позитивном смеру, а ЕКГ то приказује као позитиван шиљак. Међутим, негативни Т талас је нормалан у aVR одводу. Одвод V1 генерално има негативан Т талас. Поред тога, није неуобичајено имати негативан Т талас у одводу III, aVL или aVF. Периодична варијација амплитуде или облика Т таласа од откуцаја до откуцаја може се назвати алтернација Т таласа.

## Физиологија срца
Рефракторни период срчаног мишића разликује се од периода скелетних мишића. Нерви који инервишу скелетне мишиће имају изузетно кратак рефракторни период након што су изложени акционом потенцијалу (реда величине 1 ms). Ово може довести до трајне или тетаничне контракције. У срцу, контракције морају бити размакнуте да би се одржао ритам. За разлику од мишића, реполаризација се одвија спором брзином (100 ms). Ово спречава срце да пролази кроз трајне контракције јер приморава рефракторни период и паљење срчаног акционог потенцијала да буду истог трајања.
Реполаризација зависи од наелектрисања јона и њиховог протока кроз мембране. У ћелијама скелетних мишића, реполаризација је једноставна. Прво, јони натријума улазе у ћелију да је деполаризују и изазову контракцију скелетних мишића. Када се акциони потенцијал заврши, јони калијума излазе из ћелије због повећане пропустљивости ћелијске мембране за те јоне. Ова висока пропустљивост доприноси брзој реполаризацији мембранског потенцијала. Ова реполаризација се одвија довољно брзо да други акциони потенцијал може изазвати деполаризацију пре него што се последњи акциони потенцијал распрши. Срчани мишић се разликује по томе што има више калцијумових канала који делују против калијумових канала. Док калијум брзо излази из ћелије, калцијум споро улази у ћелију. Ово узрокује да се реполаризација одвија спорије, чинећи рефракторни период дужим као и акциони потенцијал, спречавајући трајне контракције.
Т талас је репрезентативан за реполаризацију мембране. У ЕКГ очитавању, Т талас је значајан јер мора бити присутан пре следеће деполаризације. Одсутан или чудно обликован Т талас може указивати на поремећај реполаризације или други сегмент срчаног откуцаја.

## Нормалан Т талас
Нормално, Т таласи су усправни у свим одводима, осим у aVR и V1 одводима. Највећа амплитуда Т таласа налази се у V2 и V3 одводима. Облик Т таласа је обично асиметричан са заобљеним врхом. Инверзије Т таласа од V2 до V4 одвода се често налазе и нормалне су код деце. Код нормалних одраслих, инверзије Т таласа од V2 до V3 се ређе налазе, али могу бити нормалне. Дубина Т таласа такође постаје прогресивно плитка од једног до следећег одвода. Висина Т таласа не би требало да прелази 5 мм у одводима из екстремитета и више од 10 мм у прекордијалним одводима.

## Аномалије
И абнормалности ST сегмента и Т таласа представљају абнормалности реполаризације комора или су секундарне у односу на абнормалности у деполаризацији комора.

### Инвертовани Т талас
Инвертовани Т талас се сматра абнормалним ако је инверзија дубља од 1,0 мм. Инвертовани Т таласи који се налазе у одводима који нису од V1 до V4 повезани су са повећаним бројем смртних случајева од срчаних болести. Инвертовани Т таласи повезани са срчаним знацима и симптомима (бол у грудима и срчани шум) веома указују на исхемију миокарда. Друге ЕКГ промене повезане са исхемијом миокарда су: депресија ST сегмента са усправним Т таласом; депресија ST сегмента са двофазним Т таласом или инвертовани Т талас са негативним QRS комплексом; симетрично инвертован Т талас са шиљатим врхом, док је ST сегмент или закривљен нагоре или хоризонтално депресиван, или није одступан; и депресија ST сегмента која напредује до абнормалног Т таласа током интервала без исхемије. Међутим, депресија ST сегмента не указује на исхемијску локацију срца. Депресија ST сегмента у осам или више одвода, повезана са елевацијом ST сегмента у aVR и V1, повезана је са болешћу леве коронарне артерије или трокрвном болешћу (блокада све три главне гране коронарних артерија). Депресија ST сегмента, најизраженија од V1 до V3, указује на задњи инфаркт. Штавише, висок или широк QRS комплекс са усправним Т таласом додатно указује на задњи инфаркт.
Веленсов синдром је узрокован повредом или блокадом леве предње силазне артерије, што доводи до симетричних инверзија Т таласа од V2 до V4 са дубином већом од 5 мм у 75% случајева. У међувремену, преосталих 25% случајева показује двофазну морфологију Т таласа. ST сегмент остаје неутралан код овог синдрома. Они који су лечени без ангиографије развиће инфаркт миокарда предњег зида у просечном периоду од 9 дана. Епизода бола у грудима код Веленсовог синдрома повезана је са елевацијом или депресијом ST таласа и касније прогресира до абнормалности Т таласа након што се бол у грудима смири. Инверзија Т таласа мања од 5 мм може и даље представљати исхемију миокарда, али је мање тешка од Веленсовог синдрома.
Хипертрофична кардиомиопатија је задебљање леве коморе, повремено десне коморе. Може бити повезана са опструкцијом излазног тракта леве коморе или не мора бити повезана са њом у 75% случајева. ЕКГ би био абнормалан код 75 до 95% пацијената. Карактеристичне ЕКГ промене би биле велики QRS комплекс повезан са гигантском инверзијом Т таласа.
Блокови и десне и леве гране снопа повезани су са сличним променама ST и T таласа као код хипертрофичне кардиомиопатије, али су супротни смеру QRS комплекса.
Код плућне емболије, T талас може бити симетрично инвертован на V2 до V4 одводима, али синусна тахикардија је обично чешћи налаз. Инверзија T таласа је присутна само у 19% благих плућних емболија, али инверзија T може бити присутна у 85% случајева код тешке плућне емболије. Поред тога, инверзија T може постојати и у одводима III и aVF.
Инверзија T таласа у већини ЕКГ одвода, осим aVR, указује на многе узроке, најчешће исхемију миокарда и интракранијалну хеморагију. Други укључују: хипертрофичну кардиомиопатију, Такоцубо кардиомиопатију (кардиомиопатију изазвану стресом), злоупотребу кокаина, перикардитис, плућну емболију и узнапредовали или комплетни атриовентрикуларни блок.

#### Учесталост инверзних Т-таласа
Бројеви из Лепешкина Е. у 
|          | Старост (етничка припадност) | n   | V1  | V2   | V3   | V4   | V5   | V6 |
| -------- | ---------------------------- | --- | --- | ---- | ---- | ---- | ---- | -- |
| Деца     |                              |     |     |      |      |      |      |    |
|          | 1 недеља – 1 година          | 210 | 92% | 74%  | 27%  | 20%  | 0.5% | 0% |
|          | 1–2 г                        | 154 | 96% | 85%  | 39%  | 10%  | 0.7% | 0% |
|          | 2–5 г                        | 202 | 98% | 50%  | 22%  | 7%   | 1%   | 0% |
|          | 5–8 г                        | 94  | 91% | 25%  | 14%  | 5%   | 1%   | 1% |
|          | 8–16 г                       | 90  | 62% | 7%   | 2%   | 0%   | 0%   | 0% |
| Мушкарци |                              |     |     |      |      |      |      |    |
|          | 12–13 г                      | 209 | 46% | 7%   | 0%   | 0%   | 0%   | 0% |
|          | 13–14 г                      | 260 | 35% | 4.6% | 0.8% | 0%   | 0%   | 0% |
|          | 16–19 г (белци)              | 50  | 32% | 0%   | 0%   | 0%   | 0%   | 0% |
|          | 16–19 г (црнци)              | 310 | 46% | 7%   | 2.9% | 1.3% | 0%   | 0% |
|          | 20–30 г (белци)              | 285 | 55% | 0%   | 0%   | 0%   | 0%   | 0% |
|          | 20–30 г (црнци)              | 295 | 47% | 0%   | 0%   | 0%   | 0%   | 0% |
| Жене     |                              |     |     |      |      |      |      |    |
|          | 12–13 г                      | 174 | 69% | 11%  | 1.2% | 0%   | 0%   | 0% |
|          | 13–14 г                      | 154 | 52% | 8.4% | 1.4% | 0%   | 0%   | 0% |
|          | 16–19 г (белци)              | 50  | 66% | 0%   | 0%   | 0%   | 0%   | 0% |
|          | 16–19 г (црнци)              | 310 | 73% | 9%   | 1.3% | 0.6% | 0%   | 0% |
|          | 20–30 г (белци)              | 280 | 55% | 0%   | 0%   | 0%   | 0%   | 0% |
|          | 20–30 г (црнци)              | 330 | 55% | 2.4% | 1%   | 0%   | 0%   | 0% |

### Бифазни Т талас
Као што име сугерише, бифазни Т таласи се крећу у супротним смеровима. Два главна узрока ових таласа су исхемија миокарда и хипокалемија.
- Исхемијски Т таласи се појављују, а затим падају испод потенцијала срчане мембране у мировању

- Хипокалемијски Т таласи падају, а затим се појављују изнад потенцијала срчане мембране у мировању

Веленов синдром је образац бифазних Т таласа у V2–3. Генерално је присутан код пацијената са исхемијским болом у грудима.
- Тип 1 Т-таласи су симетрично и дубоко инвертовани

- Тип 2 Т-таласи су бифазни са негативним терминалним скретањем и позитивним почетним скретањем[тражи се извор]

### Заравњени Т талас
Т талас се сматра равним када талас варира од -1,0 мм до + 1,0 мм у висини. Хипокалемија или терапија дигиталисом могу изазвати спљоштени Т талас са истакнутим U таласом. Како се хипокалемија прогресивно погоршава, Т талас постаје спљоштенији, док U талас постаје истакнутији, са прогресивно дубљом депресијом ST сегмента. Код токсичности дигиталисом, постојаће продужени QT интервал, спљоштени Т талас и изражени U талас са скраћеним QT интервалом.

### Хиперакутни Т талас
Ови Т таласи се могу видети код пацијената који показују Принцметалову ангину. Поред тога, пацијенти који показују ране фазе STEMI могу показати ове широке и непропорционалне таласе.

### Т талас „камиља грба“
Назив ових Т таласа сугерише облик који показују (двоструки врхови). Пошто ове абнормалности Т таласа могу настати из различитих догађаја, или хипотермије и тешког оштећења мозга, сматрају се неспецифичним, што их чини много тежим за тумачење. 

### Врхунски Т талас
Висок ниво калијума у крви (хиперкалемија) може изазвати „врхунске Т-таласе“. 